# شتاینبرگ (شلسویگ-هولشتاین)
شتاینبرگ (به آلمانی: Steinberg) یک شهر در آلمان است که در اشلسویگ-فلنسبورگ واقع شده‌است. شتاینبرگ ۹۹۵ نفر جمعیت دارد.